# Théorème de Fary-Milnor
Ne doit pas être confondu avec le théorème de Fáry sur les graphes planaires.

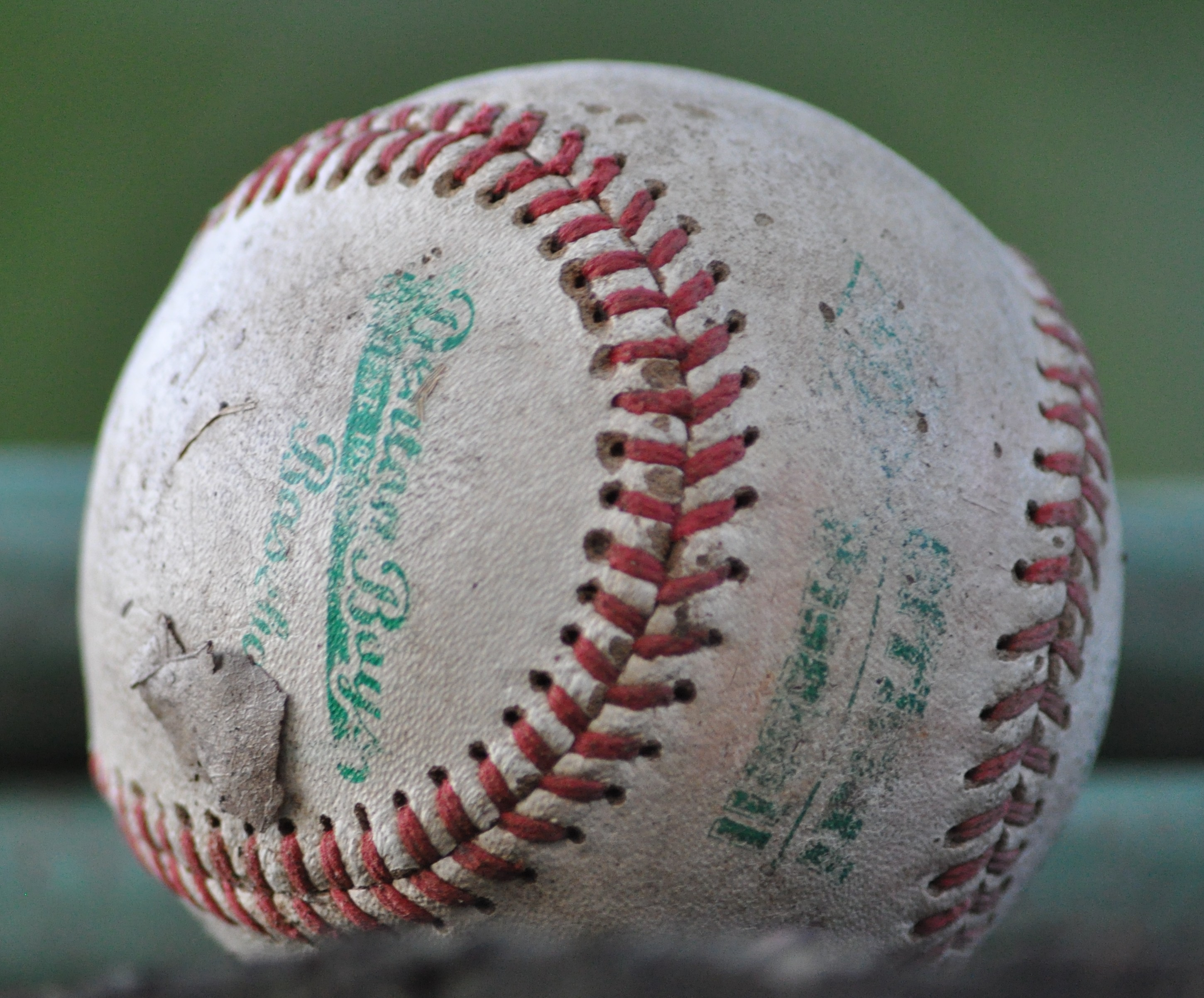
La couture d'une balle de baseball suit une courbe sans nœud, avec une courbure totale d'environ 4Π. En adoptant des configurations plus complexes, il est possible de donner aux courbes sans nœuds une courbure arbitrairement grande.

En théorie des nœuds, le théorème de Fary-Milnor dit qu'en dimension 3, une courbe fermée simple lisse dont la courbure totale est assez petite ne peut être qu'un nœud trivial. Il a été démontré indépendamment par István Fáry (en) en 1949 et John Milnor en 1950.

## Énoncé
Soit K un lacet simple de l'espace euclidien R3, suffisamment régulier pour qu'on puisse définir la courbure {\displaystyle \kappa } en chacun de ses points. Si sa courbure totale {\displaystyle \oint _{K}\kappa \,ds} est inférieure ou égale à 4π, alors K est un nœud trivial. De façon équivalente, si K est un nœud non trivial dans R3, alors sa courbure totale vérifie
{\displaystyle \oint _{K}\kappa \,ds>4\pi .}
(L'implication réciproque est fausse.)

## Généralisations à des courbes non lisses
On a le même résultat pour une ligne polygonale, en remplaçant l'intégrale de la courbure par la somme des angles entre deux arêtes consécutives. En approximant les courbes par des lignes polygonales, on peut étendre la définition de la courbure totale à une classe de courbes plus générale, pour laquelle le théorème de Fary-Milnor est encore vrai (Milnor 1950, Sullivan 2007).